# Tibeti vapiti
A tibeti vapiti vagy shou (Cervus canadensis wallichii) az emlősök (Mammalia) osztályának párosujjú patások (Artiodactyla) rendjébe, ezen belül a szarvasfélék (Cervidae) családjába tartozó vapiti (Cervus canadensis) egyik ázsiai alfaja.

## Előfordulása
A tibeti vapiti a Himalája keleti részén, Tibet déli területein és Bhutánban honos. Sokáig kihaltnak hitték, de 1988-ban ismét sikerült néhány egyedét felfedezni.

## Megjelenése
A tibeti vapiti nagyon hasonlít a kasmírszarvasra (Cervus canadensis hanglu), de testméretben és agancshosszban nagyobb ennél. Az agancs főágának a felsőbb ágacskái előre hajolnak. Bundája világosbarnával csíkozott. Kis tükréből indul a farok.

## Rendszertana
A tibeti vapiti a kasmírszarvassal, a MacNeill-vapitival (Cervus canadensis macneilli) és a kanszui vapitival (Cervus canadensis kansuensis) együtt alkotják a vapiti alfajok legdélebbi csoportját.